# لوريس كابيروسي
لوريس كابيروسي (بالإيطالية: Loris Capirossi)‏ مواليد 4 أبريل 1973 في كاستل سان بييترو تيرمي، مقاطعة بولونيا، إيطاليا، هو متسابق دراجات نارية إيطالي سابق فاز ببطولة سباق الجائزة الكبرى للدراجات النارية. نافس في سباقات بطولة العالم لفئة 500 سي سي ولفئة 250 سي سي ولفئة 125 سي سي ولفئة 50 سي سي. كما شارك في بطولة العالم للموتو جي بي. اعتزل في سنة 2011.

## البطولات
- بطولة العالم لفئة 250 سي سي 1998
- بطولة العالم لفئة 125 سي سي 1990
- بطولة العالم لفئة 125 سي سي 1991

## روابط خارجية
- لوريس كابيروسي على موقع IMDb (الإنجليزية)
- لوريس كابيروسي على موقع DriverDB.com (الإنجليزية)
- لوريس كابيروسي على موقع eWRC-results.com (الإنجليزية)
- لوريس كابيروسي على موقع MotoGP.com (الإنجليزية)
- لوريس كابيروسي على موقع CONI honoured athlete website (الإيطالية)